# 西蒙娜·曼努埃尔
西蒙娜·阿什莉·曼努埃尔（英語：Simone Ashley Manuel，1996年8月2日—），生于得克萨斯州舒格兰，美国游泳运动员，擅长短距离自由泳。在2016年里约奥运会上，她获得女子100米自由泳和女子4×100米混合泳接力的金牌以及女子50米自由泳和女子4×100米自由泳接力的银牌。其中在100米自由泳项目上和加拿大选手佩妮·奥莱克夏克以破奥运纪录及美洲纪录的成绩获得并列冠军后，她更成为了史上首位在个人项目上获得奥运金牌的非裔美国女子游泳选手。
除此之外，曼努埃尔也和队友拥有三个接力项目的世界纪录。自2014年起，她就读于史丹佛大學。

## 生平

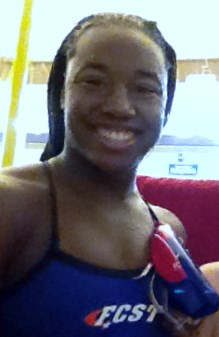
摄于2014年

西蒙娜·曼努埃尔有两个哥哥，其中一个哥哥是南方卫理公会大学篮球队的队员。她的父母鼓励三人参加竞技体育，而西蒙娜则选择了游泳。11岁时，她代表第一殖民地游泳俱乐部参加比赛，当时她的主教练是Alison Beebe。2014年，她毕业于Fort Bend Austin高中，之后被史丹佛大學录取。

## 游泳生涯
2013年，曼努埃尔入选世界游泳锦标赛美国代表团名单。并在4×100米自由泳接力预赛中亮相，最终美国队在决赛中获得金牌，曼努埃尔也如愿获得个人第一枚国际大赛冠军。
2014年，曼努埃尔参加了泛太平洋游泳锦标赛，获得2银1铜。之后，她成为斯坦福大学游泳队的一员，刚加入游泳队不久她就打破了50码、100码和200码自由泳的全校纪录，之后她还打破了100码自由泳的全国纪录在一年后的世界游泳锦标赛上，曼努埃尔获得了男女混合4×100米自由泳接力铜牌、女子4×100米自由泳接力铜牌、女子4×100米混合泳接力第四名、女子100米自由泳第六名以及女子50米自由泳第八名。
2016年，曼努埃尔在美国奥运游泳预选赛上获得50米自由泳第二名以及100米自由泳冠军，成功入选美国奥运游泳队，得以第一次参加奥运。在奥运正赛第一天，她和队友为美国队获得了女子4×100米自由泳接力的银牌。之后，她在女子100米自由泳项目上以52秒70的破奥运纪录成绩和加拿大选手佩妮·奥莱克夏克获得并列冠军，成为第一位在个人项目上获得奥运金牌的非裔美国女子游泳选手。之后她又先后获得女子50米自由泳银牌和女子4×100米混合泳接力金牌。
2017年，曼努埃尔参加在匈牙利布达佩斯举行的世界游泳锦标赛。在第一天她和队友马洛丽·科默福德、凯尔茜·沃雷尔和姬蒂·雷德基代表美国队出战女子4×100米自由泳接力项目，最终队伍以3分31秒72获得金牌。之后，她又在混合4×100米混合泳接力项目上联同队友马特·格雷弗斯、莉莉·金和凯勒布·德莱赛尔打破该项目世界纪录并获得金牌。之后她参加女子100米自由泳项目，最终她以52秒27的成绩打破美洲纪录获得金牌。一天后她又和Comerford、德莱赛尔和内森·阿德里安合作，为美国队摘得混合4×100米自由泳接力金牌。在最后一天的比赛里，曼努埃尔分别获得女子50米自由泳的铜牌和女子4×100米混合泳接力金牌，其中她在女子50米自由泳项目上首破24秒大关，在女子4×100米混合泳接力项目上她也和队友共同打破了该项目的世界纪录。
大学毕业后，曼努埃尔成为职业泳手，她于2018年7月24日与TYR体育签约。之后，她随美国国家队参加日本东京举行的泛太平洋游泳锦标赛，共收获4枚银牌和1枚铜牌。
2019年7月，曼努埃尔第四次参加游泳世锦赛，收获50米自由泳、100米自由泳、4×100米混合泳接力和男女混合4×100米自由泳接力的金牌以及4×100米自由泳接力、4×200米自由泳接力和男女混合4×100米混合泳接力的银牌，其中她在100米自由泳、4×100米自由泳接力和4×200米自由泳接力项目上打破美洲纪录，4×100米混合泳接力和男女混合4×100米自由泳接力则打破世界纪录。